# Брустер (Масачусетс)
Брустер (енгл. Brewster) насељено је место без административног статуса у америчкој савезној држави Масачусетс.

## Демографија
По попису из 2010. године број становника је 2.000, што је 212 (-9,6%) становника мање него 2000. године.
| Група             | 2000.         | 2010.         |
| Белци             | 2.130 (96,3%) | 1.920 (96,0%) |
| Афроамериканци    | 24 (1,1%)     | 8 (0,4%)      |
| Азијати           | 13 (0,6%)     | 30 (1,5%)     |
| Хиспаноамериканци | 26 (1,2%)     | 24 (1,2%)     |
| Укупно            | 2.212         | 2.000         |